# Talijanski jezik
Talijanski jezik (italiano ili lingua italiana) romanski je jezik uže italo-dalmatske skupine. Govori ga oko 62 milijuna ljudi, od kojih većina živi u Italiji. Standardni talijanski temelji se na firentinskom narječju, a zapisuje se latinicom.
Talijanski je službeni jezik u Italiji i San Marinu te u švicarskim kantonima Ticino i Grigioni. Uz latinski, drugi je službeni jezik u Vatikanu, uz slovenski je službeni u slovenskim primorskim općinama Koper, Izola i Piran, te se uz hrvatski koristi i u Istri i u Rijeci, gdje živi talijanska manjina. Dosta je raširen i među potomcima iseljenika u Luksemburgu, SAD-u, Kanadi, Argentini, Brazilu i Australiji. Također ga dobro poznaju žitelji Malte, gdje je bio jedan od službenih jezika, dok ga 1934. nije zamijenio engleski. U manjem opsegu govori se i u bivšim afričkim kolonijama Italije, kao što su Somalija, Libija i Eritreja.
Talijanski je peti po redu jezik na svijetu koji se uči u školama (poslije engleskog, francuskog, španjolskog i njemačkog).

## Od latinskog do talijanskog

### Jezična situacija na tlu Italije do 1000. g.
Talijanski je romanski jezik, to jest jezik koji se razvio iz vulgarnog latinskog. Naime, uz književni latinski, pisani jezik klasičnih djela rimske književnosti i govoreni jezik viših i učenijih društvenih slojeva, već u klasično doba postojao je vulgarni latinski, koji je do nas došao preko neknjiževnih tekstova, grafita, ili pak književnih tekstova koji su se naslanjali na govorni jezik, primjerice u književnoj vrsti komedije.
Od 3. st. n. e. kršćanstvo je u latinski jezik uvelo nova značenja i pred njega postavilo nove praktične zahtjeve, što je značilo nov iskorak pisanoga prema govorenom jeziku. Autori kao što su sveti Ambrozije, sveti Jeronim i Aurelije Augustin usvojili su u svojim spisima elemente narodnoga jezika, jezika iz svakodnevne upotrebe. 
Sve do 6. st. govoreni latinski imao je važnu ulogu na čitavom tlu Italije. Iako iz pisanih dokumenata toga razdoblja o tomu nema direktnih svjedočanstava, sa sigurnošću se može reći da su latinskim govorili stanovnici Rima i Lacija, te čitavoga prostora današnje Italije.
Padom Rimskog Carstva, godine 476. Italija potpada pod višestoljetnu stranu vlast. Barbarskim invazijama, uspostavom barbarskih germanskih kraljevstava i naseljavanjem germanskih naroda na poluotok prestaje političko i teritorijalno jedinstvo Italije i usložnjava se jezična situacija. Jedinstvo latinskoga jezika razbijeno je, pa u njega sve snažnije probijaju posebnosti lokalnih govora, donekle ublažene djelovanjem Crkve, čije institucije i dalje njeguju tradiciju latiniteta. Latinski jezik okoštava i postaje administrativni i učenjački jezik, a o jezicima koji su se u to doba koristili na tlu Italije govori se kao o narodnim ili domaćim ili pučkim jezicima, u množini; još nema riječi o jednom talijanskom jeziku. Izvori naime pokazuju znatne razlike u govorima različitih područja, dok zajednički referentni model nedostaje.
Do godine 1000. jezici osvajača nestali su, ostavivši iza sebe malo pisanih svjedočanstava. Tako primjerice na jeziku Langobarda, koji su od 568. do 774. g. vladali velikim dijelom sjeverne i južne Italije, nije sačuvan nijedan cjelovit zapis; ostalo je samo nekoliko langobardskih riječi zapisanih u djelima pisanima na latinskom.

### Najstariji talijanski pisani spomenici
Iako nisu najstarije pisano svjedočanstvo transformacije latinskoga u narodni jezik (Veronska zagonetka, tal. Indovinello veronese, potječe s kraja 8. ili početka 9. st.), prvi spomenici narodnoga talijanskog jezika jesu Placiti iz Cassina (960. – 963. g.), po svojem obliku sudski zapisnici. 
Među njima važnošću se ističe Placit iz Capue (ožujak 960. g.), s rečenicom:
| „                                 | Sao ko kelle terre, per kelle fini que ki contene, trenta anni le possette parte Sancti Benedicti. | ” |
| — Placit iz Capue, ožujak 960. g. | |   |

Sadržajno, radi se o sudskoj zakletvi u sporu kolona i benediktinskog samostana Montecassina u vezi posjeda neke zemlje.
Jezik je ovdje jasno različit od latinskoga, tek s ostacima deklinacije i lišen latinske sintakse.

### Od 1000. g. do Dantea
Tek između 12. i 13. stoljeća narodni jezici sjeverne, središnje i južne Italije ulaze u bogato dokumentiranu književnu upotrebu. 
Sveti Franjo Asiški (1181. – 1226.) začetnik je talijanske književnosti na narodnom jeziku. Pjesma brata Sunca ili Pjesma stvorova (tal. Cantico di frate Sole ili Cantico delle creature, oko 1224. g.), jedino njegovo sačuvano djelo na narodnom jeziku, kakav se govorio u Umbriji, najstariji je poznati pjesnički tekst na talijanskom jeziku. Jezik sv. Franje nije plebejski; on odaje naobraženost i profinjenost, kao i autorovu sposobnost da narodni jezik oplemeni latinizmima i galicizmima, leksičkim elementima posuđenima iz jezika visoke poezije, te da ga uzvisi brojnim biblijskim referencijama.
Nakon sv. Franje, najvažniji mistički pjesnik koji je pisao na narodnom jeziku kakav se govorio u Umbriji (točnije, u Todiju) jest Jacopone da Todi. Jezik njegovih lauda pokazuje brojne osobine jezikā srednje Italije, kao i mnogo latinizama, neologizama te sicilijanskog utjecaja. Osebujnost Jacoponeova jezika i stila jest izmjenjivanje niskog registra, bliskoga govornom jeziku, i visokog, učenjačkog registra.
Na Siciliji je stvaralaštvo (ne samo sicilijanskih) pjesnika sicilijanske škole, okupljenih oko dvora Fridrika II. i aktivnih u prvoj polovici 13. st., dalo prvi poticaj nadregionalnom širenju jednog (sicilijanskog) jezika na tlu Italije. Tekstovi pjesnika s dvora Fridrika II. do nas su dospjeli modificirani u prijepisima tj. toskanizirani, a na sicilijanskom originalu sačuvana je samo jedna pjesma Stefana Protonotara.
Od proznih književnih djela koja svjedoče o tadašnjim kretanjima narodnoga (firentinskog) jezika značajna je zbirka sto kratkih novela, Novellino, nepoznatog autora, sastavljena između 1281. i 1300. g. Iako se osjeća leksički i stilistički utjecaj provansalskih modela, jezik Novellina jednostavan je i sintetičan, već veoma blizak književnom talijanskom.
Model književnoga jezika koji je presudno utjecao na naredna stoljeća postavio je Firentinac Dante Alighieri (1265. – 1321.).

## Abeceda
Talijanska abeceda ima 21 temeljno slovo:
| Malo slovo | Veliko slovo | Naziv slova |
| ---------- | ------------ | ----------- |
| a          | A            | a           |
| b          | B            | bi          |
| c          | C            | ci          |
| d          | D            | di          |
| e          | E            | e           |
| f          | F            | effe        |
| g          | G            | gi          |
| h          | H            | acca        |
| i          | I            | i           |
| l          | L            | elle        |
| m          | M            | emme        |
| n          | N            | enne        |
| o          | O            | o           |
| p          | P            | pi          |
| q          | Q            | qu ili cu   |
| r          | R            | erre        |
| s          | S            | esse        |
| t          | T            | ti          |
| u          | U            | u           |
| v          | V            | vu ili vi   |
| z          | Z            | zeta        |

Njima se pribraja još sljedećih 5 slova, koja nalazimo u riječima stranoga porijekla, uglavnom posuđenicama iz engleskoga jezika:
| Malo slovo | Veliko slovo | Naziv slova         |
| ---------- | ------------ | ------------------- |
| j          | J            | i lunga             |
| k          | K            | cappa               |
| w          | W            | vu doppia           |
| x          | X            | ics                 |
| y          | Y            | i greca ili ipsilon |

## Izgovor

### Samoglasnici
- Samoglasnik 'e' u izgovoru može biti otvoren ili zatvoren. Ako je otvoren, artikulira se sličnije samoglasniku 'a' nego što je to slučaj u hrvatskom. Ako je zatvoren, artikulira se sličnije samoglasniku 'i'.

- Samoglasnik 'o' također može biti otvoren ili zatvoren. Ako je otvoren, artikulira se sličnije samoglasniku 'a', a ako je zatvoren, sličnije samoglasniku 'u'.

- Samoglasnik 'i' u diftongu se izgovara /j/. Primjer: aiuto /ajuto/.

- Samoglasnik 'u' u diftongu se izgovara /w/. Primjer: quando /kwando/.

### Suglasnici
- Suglasnik 'c' se ispred 'e' i 'i' čita /č/. Inače se čita /k/.

Ako ispred 'e' i 'i' u izgovoru imamo velar (/k/), tada u pisanju dodajemo 'h'. Primjeri: schema /skema/; chimica /kimika/.
- Analogno, suglasnik 'g' se ispred 'e' i 'i' čita /dž/. Inače se čita /g/.

Ako ispred 'e' i 'i' u izgovoru imamo velar (/g/), tada u pisanju dodajemo 'h'. Primjeri: margherita /margerita/; laghi /lagi/.
- Suglasnik 's' izgovara se bezvučno /s/ ili zvučno /z/.

Bezvučno se izgovara ako je ispred njega suglasnik. Primjer: ansia /ansja/. Također se bezvučno izgovara ako iza njega slijedi bezvučan suglasnik. Primjeri: sport /sport/; ostacolo /ostakolo/.
Zvučno se izgovara ako su ispred i iza njega samoglasnici. Primjer: rosa /roza/. Također se zvučno izgovara ako iza njega slijedi zvučan suglasnik. Primjer: smalto /zmalto/.
- Suglasnik 'z' izgovara se bezvučno /c/ ili zvučno /dz/. Dosljednih pravila nema puno, te je najbolje izgovor svake riječi učiti zasebno. Ipak, može se reći, primjerice, da je u sufiksu -izzare uvijek zvučan. Primjer: realizzare /realidzare/.

- Slovo 'h' u talijanskom jeziku ne predstavlja nikakav glas, već označava velarni izgovor suglasnika 'c' i 'g' ispred samoglasnika 'e' i 'i'. Također se koristi u nekim oblicima glagola avere (u indikativu prezenta), da bi se u pisanju oni razlikovali od drugih riječi: ho (glagol) - o (veznik); hanno (glagol) - anno (imenica).

### Suglasničke skupine
- Suglasnička skupina 'gn' čita se /nj/. Primjeri: gnocchi /njoki/; ogni /onji/.

- Suglasnička skupina 'gli' čita se /lj/, ili kao /lji/, ako ne slijedi samoglasnik. Primjeri: maglia /malja/; maglietta /maljeta/; maglione /maljone/; mogli /molji/.

- Suglasnička skupina 'sc' čita se /š/ ako slijede samoglasnici 'e' ili 'i'. Inače se čita /sk/. Primjeri: scelta /šelta/; sci /ši/; mosca /moska/; scopo /skopo/; scuro /skuro/.

Ako u izgovoru nakon /š/ slijedi samoglasnik različit od 'e' i 'i', tada u pisanju dodajemo 'i', koje se ne izgovara. Primjeri: lasciare /lašare/; asciugare /ašugare/.
Ako naprotiv u izgovoru nakon /sk/ slijede samoglasnici 'e' ili 'i', tada u pisanju dodajemo 'h'. Primjeri: maschera /maskera/; schifo /skifo/.

## Grafički naglasak
U suvremenom talijanskom jeziku koriste se dva grafička naglaska: gravis i akut.
Gravis (`) označava otvoren izgovor samoglasnika, a akut (´) zatvoren izgovor samoglasnika.

Grafičko bilježenje naglaska obavezno je u sljedećim slučajevima:
- ako je dvosložna ili višesložna riječ naglašena na prvom slogu odostraga: città, caffè, perché, così, però, schiavitù;[2]

- kod nekih jednosložnih riječi, da bi se u pisanju razlikovale od nekih drugih riječi različitoga značenja: veznik se i zamjenica sé;

- kod jednosložnih riječi koje sadrže digram ili trigram: ciò, scià.

## Oblici člana
Član je promjenjiva vrsta riječi, koja stoji uz imenicu i prati njezin rod i broj.

Talijanski jezik poznaje tri vrste člana: određeni, neodređeni i partitivni.

### Oblici određenog člana
U jednini muškog roda član je u pravilu il, a njegova je množina i. Primjeri: il libro - i libri; il gatto - i gatti.
Oblik je lo ako riječ koja slijedi započinje tzv. pokrivenim 's' (esse impura, 's' iza kojega slijedi još jedan suglasnik), ili suglasnicima 'x', 'y', 'z' ili suglasničkim skupinama 'ps', 'pn', 'gn', ili pak hijatom. Množina ovog oblika glasi gli. Primjeri: lo sport - gli sport; lo zaino - gli zaini; lo psicologo - gli psicologi.
Oblik je l' ako riječ koja slijedi započinje samoglasnikom, a množina mu je također gli. Primjeri: l'amico - gli amici; l'occhio - gli occhi.
U jednini ženskog roda član je la, osim ako iduća riječ počinje samoglasnikom. U tom je slučaju oblik l' . Množina je u oba slučaja le. Primjeri: la casa - le case; l'amica - le amiche.

### Oblici neodređenog člana
Neodređeni član ima samo jedninu.
U muškom rodu neodređeni član ima oblik un, osim ako iduća riječ počinje pokrivenim 's', suglasnicima 'x', 'y', 'z', suglasničkim skupinama 'ps', 'pn', 'gn' ili hijatom.

Ako iduća riječ počinje samoglasnikom, neodređeni član ima oblik un, obavezno bez apostrofa. Primjeri: un gatto, uno sport, uno zaino, uno psicologo, un amico.
U ženskom rodu neodređeni član ima oblik una, osim ako iduća riječ počinje samoglasnikom. Tada je njegov oblik un' . Primjeri: una casa; un'amica.

### Oblici partitivnog člana
Partitivni član ima, kao i određeni, jedninu i množinu. Oblikom je identičan jednom od padežnih prijedloga, onom dobivenom spajanjem prijedloga 'di' s određenim članom. To znači da su oblici partitivnog člana sljedeći (ovisno o rodu i broju imenice, te o glasu kojim započinje sljedeća riječ):

Premda su oblikom identični, padežni prijedlog i partitivni član po funkcijama i upotrebama posve su različiti i ne smiju se brkati.

## Vanjske poveznice
- Ethnologue (14th)
- Ethnologue (15th)